# 세키구치 멘디
세키구치 멘디(일본어: 関口 メンディー, 1991년 1월 25일 ~ )는 일본의 댄서이며, GENERATIONS, EXILE의 멤버이다.
미국 뉴저지주 출신. LDH 소속.

## 내력
미국 뉴저지주에서 태어나, 시나가와에서 자랐다. 1세 때 일본으로 왔기 때문인지, 영어는 하지 못한다고 한다.
고교는, 이쿠분칸 중학교·고등학교에 진학해 야구부에 소속했다.
그 후, 일본체육대학 체육학부 체육학과에 진학한다. 여기서, 칸토 학생 댄스 연맹 소속으로 입상자도 다수 배출한 댄스 서클 (힙합 동호회)에 들어가, 이것이 계기로 댄스를 시작한다.
2010년, 대학 2학년 때, EXPG의 특대생이었던 대학 선배가 권한 오디션을 봐 합격해, 도쿄교에 다니기 시작한다.
2011년 4월, HIRO 프로듀스로, EXPG 내에서 오디션이 행해져, 코모리 하야토·사노 레오와 함께 선출되어, 2012년, GENERATIONS로서 데뷔한다.
2014년 4월 27일, 《EXILE PERFORMER BATTLE AUDITION》에서 합격해, EXILE에 가입한다.
2016년 4월 15일, 힙합 유닛 HONEST BOYZ를 결성해, MANDY 명의로 MC로서 참가.

## 출연

### 무대
- DANCE EARTH PROJECT 글로벌 댄스 엔터테인먼트 〈Changes〉 (2014년 5월)

### 드라마
- 나이트 히어로 NAOTO 제5화 (2016년 5월 13일, TV 도쿄) - 엔딩 댄스

### CM
- 다이이치코쇼 〈LIVE DAM STADIUM〉 (2015년)
- 반다이 남코 엔터테인먼트 〈태고의 달인〉 (2015년)
- 소프트뱅크 〈스포나비 라이브〉 (2016년)